# Прокаєв Іван Федорович
Іва́н Фе́дорович Прока́єв (*2-га половина XIX століття, с. Чукали-на-Вєжнє Симбірської губернії — †1959, м. Уфа) — ерзянський педагог, методист, лінгвіст. Вихованець школи просвітителя фіно-волзьких країн Європи Михаїла Євсевьєва.
Жертва сталінського терору.

## Біографічні відомості
Закінчив 2-класне початкове училище, Казанську учительську інородческу семінарію (1908). Учень М. Є. Євсевьєва. Працював учителем в Актюбінській області (Казахстан). У 1913 р. вступив до Казанського вчительського інституту.
Учасник Першої світової війни (з 1916).
З 1918 — викладач курсів для мордовських вчителів у с. Мачкаси (тепер Шемишейського району Пензенської області).
Працював викладачем рідної мови та літератури від створення Мордовського педагогічного технікуму в м. Петровську Саратовської області.
На початку 30-х рр. переїхав до Саранська, де працював у Мордовському педагогічному інституті.
У березні 1937 незаконно заарештований бандою НКВД СССР, засуджений та висланий на 8 років до концтаборів у районі міста Котлас.
1945 повернувся до Петровська, працював у вечірній школі.
1956 реабілітований.

## Наукова діяльність
Брав участь у розробці основ ерзянського мовознавства. На Всеросійській мордовській методичній конференції (1935) виступав із доповіддю про принципи мордовської орфографії.
Автор підручників із мови та літератури для ерзянських шкіл.

## Праці
- Литературная хрестоматия.— М., 1933
- Эрзянь келень грамматика (в соавт.).— М., 1933